# 費爾蒙特溫泉鎮 (蒙大拿州)
費爾蒙特溫泉鎮（英語：Fairmont Hot Springs）是位於美國蒙大拿州銀弓縣的非建制地區。

## 地理
費爾蒙特溫泉鎮所處的海拔為高於海平面1585米（即5200英呎），而該地所採用的時區為UTC-6，即北美山地時區（MST）。同時該地設有夏令時間，為UTC-7調快一小時，即UTC-6（MDT）。